# نوکنده
نوکَنده از شهرهای طبری‌نشین شهرستان بندرگز در استان گلستان در شمال ایران است. این شهر، اولین شهر استان گلستان از ورودی غربی این استان از سمت مازندران است که در بین جنگل‌های هیرکانی شمال و دریای مازندران قرار دارد.

## پیشینه تاریخی
پیشینه نوکنده به بیش از هزار و چهارصد سال سابقه و دوره ساسانی باز میگردد، به‌طوری که در چند دهه اخیر در محوطه قبرستان قدیمی آن که منتهی الیه شهر نوکنده و در قسمت شرق جاده اصلی نوکنده به بندرگز آثاری از سنگ قبرهای مربوط به صفویه و پیش‌از صفویه ودر جنگل این شهر نیز قبرهایی با قدمت پیش از اسلام وجود دارد.
سرگذشت تاریخی نوکنده را می‌توان با بررسی کلمه نوکنده از آن دو استنباط کرد، که قبل از پیدایش نوکنده در این محل روستایی قدیمی به نام نوده وجود داشته که از قدمت بیشتری برخوردار بوده ولی به عللی که چندان مشخص نیست از بین رفته و در نتیجه نوکنده به وجود آمده‌است. گروهی دیگر این استنباط را دارند که هر چه قدر از خاک این شهر استفاده شود حاصل خیز و نو است و به این دلیل نام آن را نوکنده گذاشته‌اند.
زمان پیدایش رسمی و اداری نوکنده را می‌توان در اسناد وقفی دوره صفویه (سال ۹۱۹ ه‍.ق) که مربوط به ۵۰۰ سال پیش می‌باشد از نوکنده یاد شده‌است، پس چنین به نظر می‌رسد که نوکنده از نظر اداری و رسمی باید داری قدمتی بالای ۵۰۰ سال باشد.
آنچه مسلم است نوکنده تا قبل از پیدایش بندرگز از اعتبار و اهمیت بیشتری در منطقه برخوردار بوده و سالها به عنوان مرکز حکومت انزان در متطقه خودنمایی می‌کرده‌است.
یکی از دوره‌هایی که در آن نوکنده به عنوان مرکزیت حکومت انزان شناخته می‌شد، اواخر دوره کریم‌خان‌زند و اوایل دوره قاجاریه بوده‌است. در این دوره برادر آغا محمد خان قاجار، مرتضی‌قلی‌خان قاجار حاکم نوکنده بوده و بر کل منطقه انزان حکومت می‌کرده‌است.
منطقه انزان در شمال ایران از نظر نامگذاری (نام انزان) دارای قدمت زیادی نبوده و قدمت این اسم به تاریخ ورود قوای انزان به فرماندهی حمزه سلطان انزانی به تاریخ ۱۱۶۲ ه‍.ش می‌باشد، و در حال حاضر در تقسیمات کشور از این منطقه با نام شهرستان بندرگز یاد می‌شود.
بی‌بی‌خانم استرآبادی از نویسندگان و فعالان حقوق زنان در دوران مشروطه در نوکنده به دنیا آمد. بی‌بی‌خانم را به  دلیل نوشتن کتاب معایب الرجال است که به طنز و در پاسخ به تادیب‌ النسوان نوشته‌، نخستین زن طنزنویس ایران می‌دانند.
‌‌‌‌‌‌‌‌‌‌‌‌‌‌‌‌‌‌‌‌‌‌

## جغرافیا
شهر نوکنده در جنوب غربی بندر گز واقع شده.
این شهر به علت موقعیت خاص جغرافیایی و وجود جنگلهای انبوه جهان مورا در جنوب آن و داشتن آب و هوای معتدل و خاک مساعد، از پیشرفت نسبتاً خوبی برخوردار است. ناهمواری‌های نوکنده همانند سایر مناطق اطراف شامل دو قسمت کوهستانی و جلگه‌ای می‌باشد. قسمت کوهستانی آن، بخشی از رشته کوه البرز است که دارای پوشش گیاهی جنگلی انبوه و مراتع مختلف است و به نام جنگل‌های جهان مورا نامیده می‌شود.
نوکنده در قدیم دهی بود از دهستان انزان بخش بندر گز شهرستان گرگان. محصولات سنتی آن برنج و غلات و پنبه و کنجد و شغل مردمش زراعت و پارچه بافی و چادرشب بافی بوده‌است.
روستاهای بنفش تپه، مزنگ، لیوان شرقی، لیوان غربی، کهنه کلباد از توابع نوکنده می‌باشند. زبان مردم نوکنده مازندرانی است.
از اماکن دیدنی نوکنده می‌توان به جنگل نوکنده، دریای نوکنده و امام زاده حبیب اله نوکنده اشاره نمود.
این شهر از قطبهای ورزش کشور بوده و از رشته‌های ورزشی غالب آن کشتی می‌باشد که با خون مردم این منطقه درآمیخته است و همواره پهلوانان و قهرمانانی در اوزان تیم ملی از قدیم تاکنون داشته‌است.

## مردم
بر اساس سرشماری سال ۱۳۹۵ جمعیت شهر نوکنده برابر با ۶٬۶۵۰ نفر جمعیت بوده‌است. مردم نوکنده به گویش نوکنده‌ای زبان مازندرانی گویش می‌کنند.

## مشاهیر
- بی بی خانم استرآبادی: نویسنده و فعال حقوق زنان
- رمضان خدر: نایب‌قهرمان کشتی آزاد جهان
- اویس ملاح: قهرمان سوم کشتی آزاد جهان
- مه‌لقا ملاح: کتابدار و فعال محیط زیست اهل ایران
- احمد مازنی:سیاستمدار
- سرتیپ محمدجعفر تَک(منوچهری):خلبان جنگنده f_14
- اسدالله شربتی: از پرافتخارترین مربیان ایرانی کشتی آزاد
- آیت الله سید محمد تقی حسینی نصیری از فقهای مکتب نجف در شمال و برجسته ترین شاگرد ایت الله محمد کوهستانی

## جمعیت
بر پایه سرشماری عمومی نفوس و مسکن در سال ۱۳۹۵ جمعیت این مکان ۶٬۶۵۰ نفر (۲٬۳۱۶ خانوار) بوده‌است.

## مکان‌ها

### کتابخانه سرهنگ جعفری نوکنده
کتابخانه عمومی سرهنگ جعفری نوکنده بهمن ماه سال ۱۳۸۹ افتتاح گردید. این کتابخانه سالن‌های جدا خواهر و برادر و کودکان می‌باشد؛ که از نظر مهندسی معماری از بهترین کتابخانه‌های استان است این کتابخانه بیشتر از ۹۰۰۰ کتاب و ۱۳۰۰کتابخوان هستند. این کتابخانه به مدیریت خانم خواجه اداره می‌شود. واز نظر زیبایی ومعماری جالب چشمگیر است.

### جنگل نرگسی نوکنده
جنگل نرگسی نوکنده در غرب استان گلستان واقع شده‌است و از روستاهای لیوان غربی، لیوان شرقی، تلور قابل دسترسی است. این جنگل که یکی از نادرترین جنگل‌ها و تفرجگاه‌های طبیعی استان گلستان است که به صورت دست نخورده باقی مانده‌است. در این جنگل حیواناتی نظیر روباه، گربه وحشی، شغال، خرس، گراز وحشی، عقاب و انواع پرندگان شکارچی،تعداد محدودی پلنگ و بسیاری از حیوانات وحشی بسیار زیبا در حال زندگی می‌باشند. همچنین این جنگل دارای رودخانه‌ها و آبشارهای بسیار دیدنی زیادی است که امید است مسئولان گردشگری نگاه ویژه‌ای را به این نقطه گردشگری داشته باشند. گفتنی است جنگل نرگسی در۱ کیلومتری شهر نوکنده از شهرهای شهرستان بندرگز می‌باشد.

### دریا نوکنده
شهر نوکنده در جنوب، غربی بندرگز واقع شده‌است. این شهر به علت موقعیت خاص جغرافیایی و وجود جنگلهای انبوه جهان مورا در جنوب آن و داشتن آب‌و‌هوای معتدل و خاک مساعد، از پیشرفت نسبتاً خوبی برخوردار است. ناهمواری‌های نوکنده همانند سایر مناطق اطراف شامل دو قسمت کوهستانی و جلگه‌ای می‌باشد. قسمت کوهستانی آن، بخشی از رشته کوه البرز است که دارای پوشش گیاهی جنگلی انبوه و مراتع مختلف است نوکنده دارای خاک حاصلخیزی می‌باشد که در نزدیک دریا کشت پنبه بیشتر رواج دارد. دریای نوکنده ماهی‌های گوناگونی دارد که بیشتر قابل خوردن هستند. ساحل نوکنده دارای مکان‌های دیدن است وهم مکان‌های مسافرتی که به جذب توریست کمک زیادی می‌کند.